# Голям-Чардак
Голя́м-Чарда́к (болг. Голям чардак) — село в Пловдивській області Болгарії. Входить до складу общини Сиєдиненіє.

## Населення
За даними перепису населення 2011 року у селі проживали 754 особи.
Національний склад населення села:
| Національність   | Кількість осіб | Відсоток |
| ---------------- | -------------- | -------- |
| болгари          | 524            | 69,9%    |
| цигани           | 165            | 22,0%    |
| турки            | 58             | 7,7%     |
| інша             | 0              | 0%       |
| не визначились   | 3              | 0,4%     |
| Всього відповіли | 750            |          |

Розподіл населення за віком у 2011 році:
Динаміка населення: